# Linda Sällström
Linda Charlotta Sällström (født 13. juli 1988) er en kvindelig finsk fodboldspiller, der spiller angreb for den franske Division 1 Féminine-klubben Paris FC og Finlands kvindefodboldlandshold. Hun har tidligere spillet for de svenske klubber Vittsjö GIK, Linköpings FC og Djurgårdens IF i Damallsvenskan, samt Tikkurilan Palloseura i den bedste finske række Naisten Liiga.
Korpela debuterede for det finske A-landshold den 31. maj 2007 mod Norge og spillede hendes landskamp nummer 100, den 7. november 2019 mod Cypern.